# Boulder Dash
Boulder Dash es un videojuego de computadora clásico para el Commodore 64, Atari 400/800, ZX Spectrum, NES, IBM PC, Amstrad CPC, Mac OS 7 y muchas otras plataformas. El primer Boulder Dash (Atari) fue creado en 1983 por Peter Liepa y lanzado por First Star Software en 1984.
En este juego, el protagonista (Rockford), debe excavar y recolectar un determinado número de gemas y diamantes, evitando a la vez a diversos enemigos y la caída de rocas.
En julio de 2017, los derechos de Boulder Dash pasaron de First Star Software a la empresa alemana BBG Entertainment.

## Lanzamientos oficiales
- Boulder Dash (1984: Amstrad CPC, Apple II, Atari 400, 800, XL, ColecoVision, Commodore 64, MSX, NES, PC Booter, ZX Spectrum)
- Boulder Dash II: Rockford's Revenge (1985: Amstrad CPC, Commodore 64, MSX, PC Booter, ZX Spectrum)
- Boulder Dash Construction Kit (1986: Amiga, Amstrad CPC, Atari ST, Commodore 64, DOS, ZX Spectrum)
- Boulder Dash M.E. (2003)
- Boulder Dash Treasure Pleasure (2003)
- Boulder Dash Rocks! (2008: Nintendo DS)
- Boulder Dash (2011: Atari 2600)
- Boulder Dash 30th Anniversary (2014)
- Boulder Dash Deluxe (2021: Switch, Xbox, Playstation, PC, Mac)
- Boulder Dash 40th Anniversary (2025: Switch, Xbox, Playstation, PC, Mac)